# Contro la vecchiaia
Contro la vecchiaia è un titolo usualmente dato al Fr. 1 West di Mimnermo.
τεθναίην, ὅτε μοι μηκέτι ταῦτα μέλοι,

κρυπταδίη φιλότης καὶ μείλιχα δῶρα καὶ εὐνή·

οἷ’ ἥβης ἄνθεα γίγνεται ἁρπαλέα

ἀνδράσιν ἠδὲ γυναιξίν· ἐπεὶ δ’ ὀδυνηρὸν ἐπέλθῃ

γῆρας, ὅ τ’ αἰσχρὸν ὁμῶς καὶ κακὸν ἄνδρα τιθεῖ

αἰεί μιν φρένας ἀμφὶ κακαὶ τείρουσι μέριμναι,

οὐδ’ αὐγὰς προσορῶν τέρπεται ἠελίου,

ἀλλ’ ἐχθρὸς μὲν παισίν, ἀτίμαστος δὲ γυναιξίν·

οὕτως ἀργαλέον γῆρας ἔθηκε θεός.»

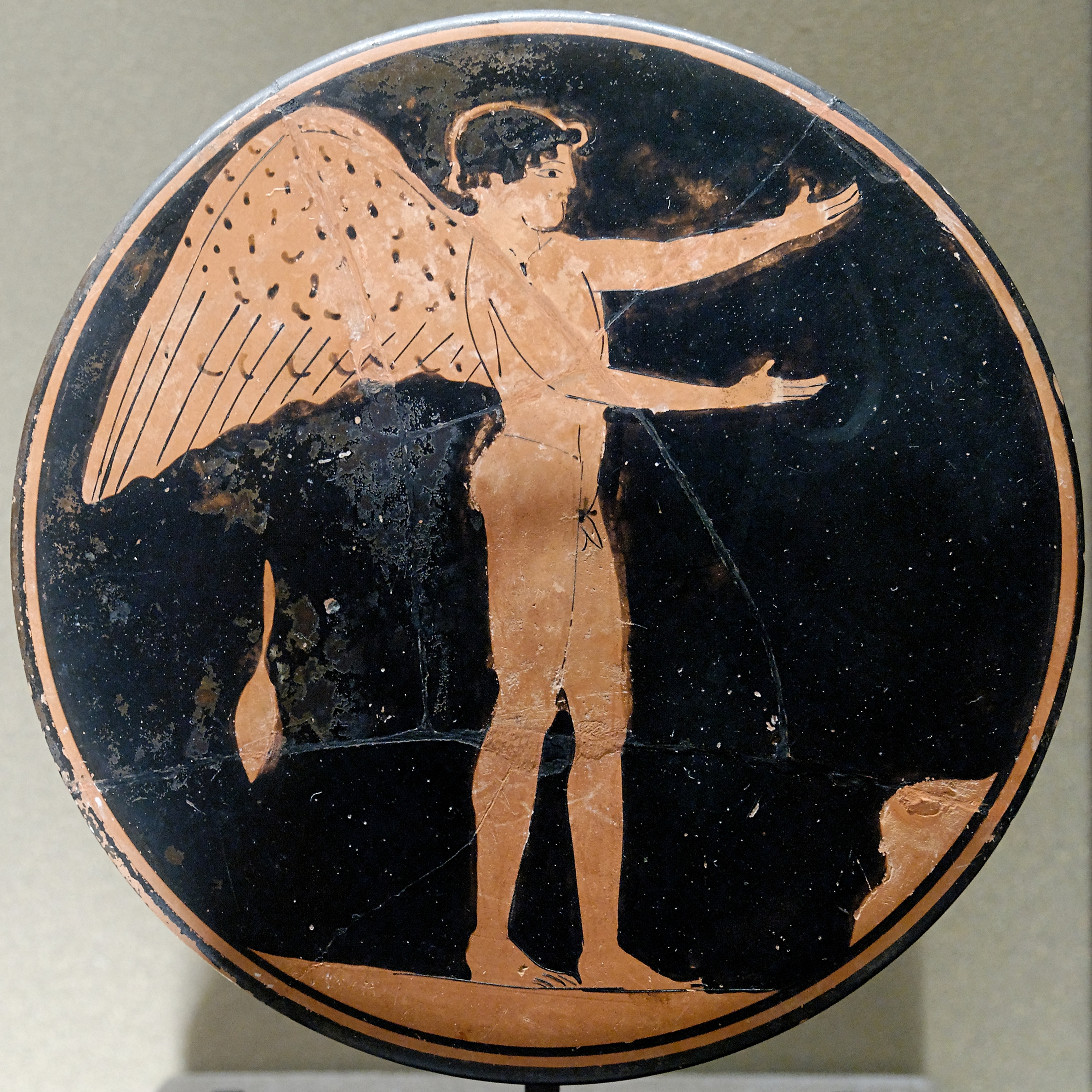
Rappresentazione (circa 470–450 a.C.) di Eros

Sarebbe meglio di gran lunga la morte che vivere sempre senza

incontri amorosi e il dono della tenerezza e il letto,

tutte quelle cose che son dolci fiori di giovinezza,

sia per gli uomini che per le donne. Ma quando arriva l'opprimente

vecchiaia, che rende brutto anche un bell'uomo

e il cuore si consuma sotto infinite tempeste,

non c'è gioia più poi alla luce del sole,

ma nei bambini si trova odio e nelle donne non vi si trova alcun rispetto.

Così odiosa ci diede un dio la vecchiaia!»
(Trad. A. D'Andria)
Il brano, che sembra un'elegia apparentemente completa, riassume in sé l'atteggiamento pessimistico del poeta di Colofoneː dopo un priamel tipicamente arcaico, con l'enunciazione del pensiero, il poeta riprende sì i piaceri della vita, rimarcando, però, che appartengono alla giovinezza, per finire con un tono amaramente pessimistico sulla vecchiaia, ripreso in molti autori posteriori.